# São Jorge (Rio Grande do Sul)
São Jorge é um município brasileiro do estado do Rio Grande do Sul.

## História
A história da cidade tem início no ano de 1934, quando Pedro Nunes da Silva loteou suas terras, dando origem a formação de vila, que posteriormente se expandiu, atraindo famílias de ascendência italiana, oriundas das cidades de Paraí, Nova Bassano, Nova Araçá, Veranópolis, Antônio Prado e Bento Gonçalves.
Em 1º de dezembro de 1987, a Lei Estadual nº 8.427 criou oficialmente o Município de São Jorge.

## Administração
- Prefeito: Danilo Salvalaggio (2021/2024)
- Vice-prefeito: vago (com a morte do titular, Jorge Postal, o vice tomou posse[6])